# Graffigny-Chemin

Graffigny-Chemin este o comună în departamentul Haute-Marne din nord-estul Franței. În 2009 avea o populație de 221 de locuitori.

## Evoluția populației
| An        | 1975 | 1982 | 1990 | 1999 | 2006 | 2009 |
| --------- | ---- | ---- | ---- | ---- | ---- | ---- |
| Populație | 329  | 319  | 273  | 212  | 235  | 221  |